# Martin Vingron

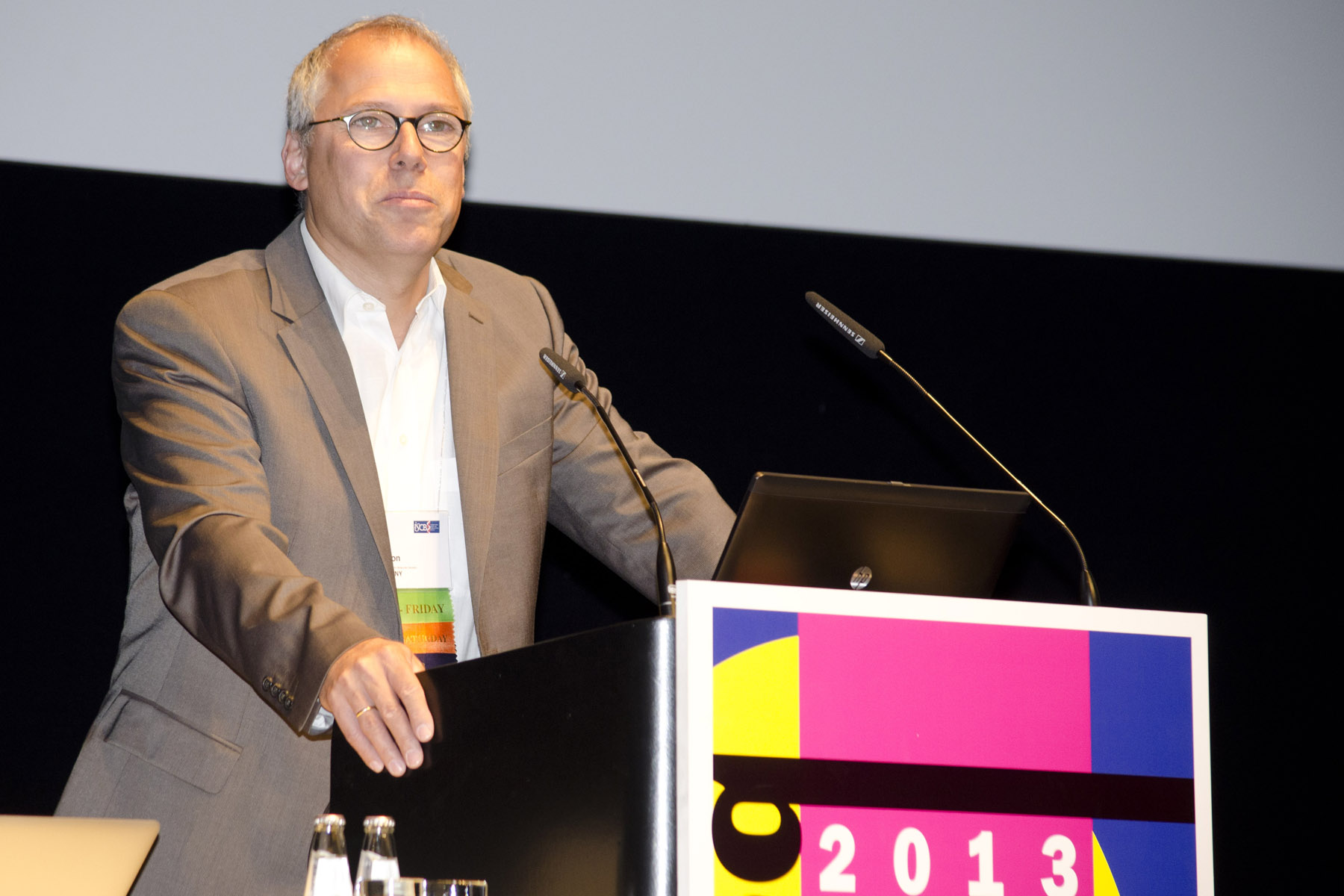
Martin Vingron

Martin Vingron (* 5. Oktober 1961 in Wien) ist ein österreichischer Bioinformatiker und seit 2000 Direktor am Max-Planck-Institut für molekulare Genetik.

## Leben und Wirken
Vingron wuchs in Wien auf, wo er auch an der Universität Mathematik studierte. Zur Promotion in Mathematik (Universität Heidelberg 1991) ging er zu Patrick Argos am EMBL.  Nach Postdoc-Stationen bei Michael Waterman an der University of Southern California und Thomas Lengauer am GMD-Forschungszentrum Informationstechnik (AiS) in Sankt Augustin war er von 1995 bis 1999 Leiter der Abteilung „Theoretische Bioinformatik“ am Deutschen Krebsforschungszentrum (DKFZ). Seit 2000 ist er Direktor für Bioinformatik am Max-Planck-Institut für molekulare Genetik in Berlin und seit 2001 Professor an der Freien Universität Berlin.
Seine frühen Arbeiten beschäftigen sich mit Sequenzalignment.

## Auszeichnungen und Preise
Martin Vingron ist seit 2004 Mitglied in der Leopoldina. Ebenfalls 2004 wurde er zusammen mit Gene Myers mit dem Max-Planck-Forschungspreis ausgezeichnet. 2014 wurde er in die Academia Europaea gewählt.

## Schriften
- Mit Ho-Ryun Chung, Dennis Kostka: A physical model for tiling array analysis, Bioinformatics 23 S. i80-i86 (2007)
- Mit Heiko A. Schmidt, Korbinian Strimmer, Arndt von Haeseler: TREE-PUZZLE: maximum likelihood phylogenetic analysis using quartets and parallel computing, Bioinformatics, 18 S. 502–504 (2002)
- Mit Rainer Spang: Limits of homology detection by pairwise sequence comparison  Bioinformatics, 17 S. 338–342 (2001)
- Bioinformatics needs to adopt statistical thinking, Bioinformatics, 17 S. 389–390 (2001)
- Mit Arndt von Haeseler: Towards integration of multiple sequence alignment and phylogenetic tree construction, J. Comp. Biol., 4 S. 23–34 (1997).
- Mit Michael Waterman: Alignment Networks and electrical networks, Discr. Appl. Math., 71 S. 297–309 (1996)
- Mit Patrick Argos: A fast and sensitive multiple sequence alignment algorithm, CABIOS, 5 S. 115–121 (1989)